# IC 963
IC 963 је спирална галаксија у сазвјежђу Волар која се налази на листи објеката дубоког неба у Индекс каталогу.
Деклинација објекта је + 17° 24' 30" а ректасцензија 13h 57m 25,0s. Привидна величина (магнитуда) објекта IC 963 износи 14,4 а фотографска магнитуда 15,2. IC 963 је још познат и под ознакама MCG 3-36-9, CGCG 103-23, KUG 1355+176, double system, PGC 49647.